# قاریب یغیازاریان
قاریب ساناساری یغیازاریان (ارمنی: Ղարիբ Սանասարի Եղիազարյան؛ زاده ۲ ژانویهٔ ۱۹۵۰) نقاش اهل ارمنستان است. وی از سال میلادی تاکنون مشغول فعالیت بوده است.

## زندگی‌نامه
وی در ۲ ژانویهٔ ۱۹۵۰ در شناوان به دنیا آمد و از دانشگاه دولتی علوم پرورشی خاچاطور آبوویان ارمنستان (۱۹۷۱) فارغ‌التحصیل گشت. وی همچنین برنده جوایزی همچون چهره فرهنگی شایسته جمهوری ارمنستان شد. 